# 谭雅溪
谭雅溪（英語：Tanyard Creek）是阿肯色州西北部本顿县的一条小溪。它是小糖溪的一条支流，位于本顿县西北部的贝拉维斯塔度假区。
溪水的源头位于本顿维尔西北大约4英里，72号阿肯色州州道以东（坐标：36°24′06″N 94°16′54″W / 36.40167°N 94.28167°W）。

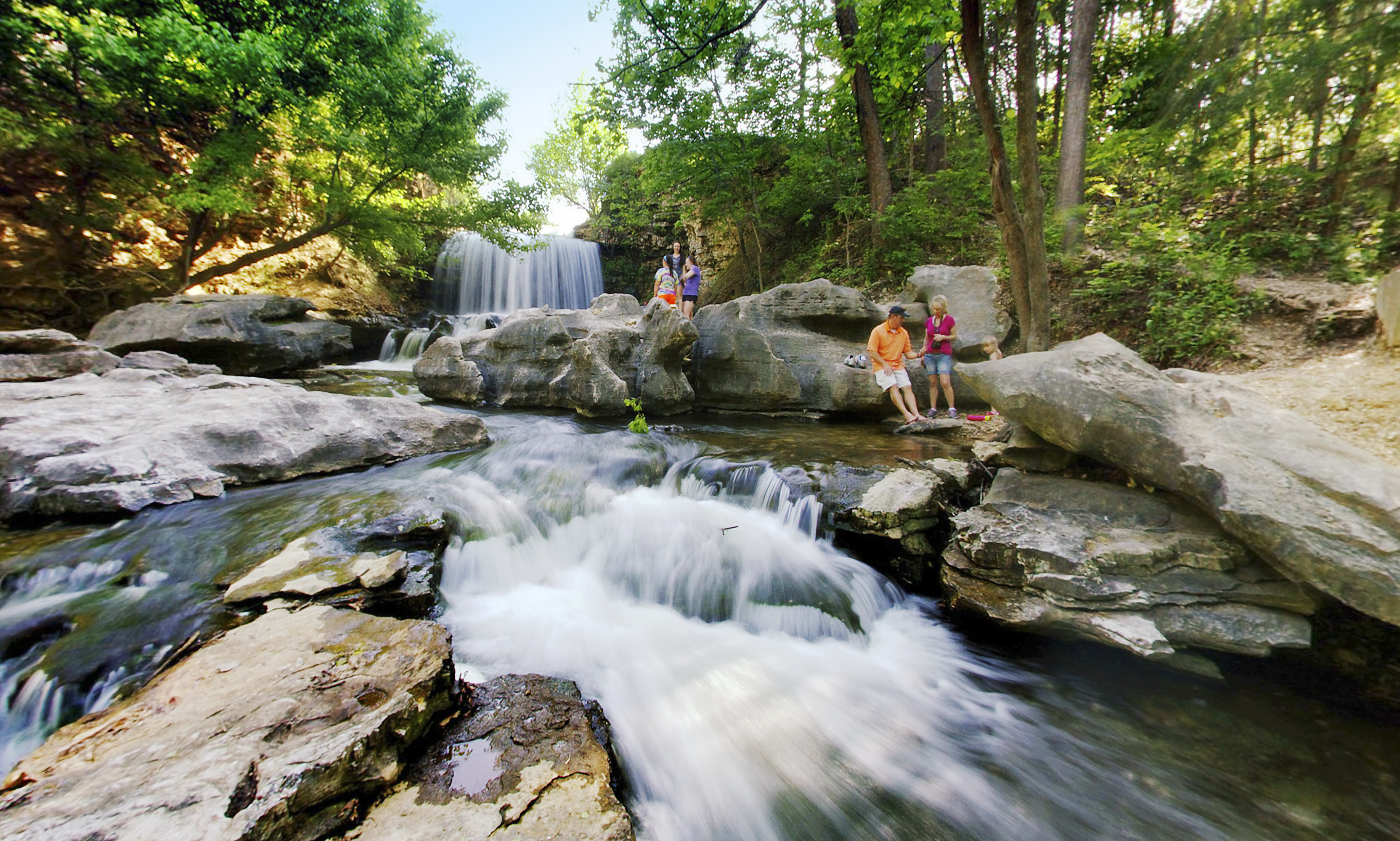
谭雅溪瀑布（2017年）

溪流通过贝拉维斯塔社区先是向北，继而向东北流动，形成了温莎湖。在经过温莎湖大坝以后，水流形成了瀑布，继而穿过340号阿肯色州州道，在贝拉维斯塔以北，与71号美国国道相邻的地方汇入小糖溪（坐标：36°28′42″N 94°15′09″W / 36.47833°N 94.25250°W）。 